# Gemeiner Blauzungenskink
Der Gemeine Blauzungenskink oder einfach Blauzungenskink (Tiliqua scincoides) ist eine australische Echsenart aus der Familie der Skinke (Scincidae).

## Merkmale

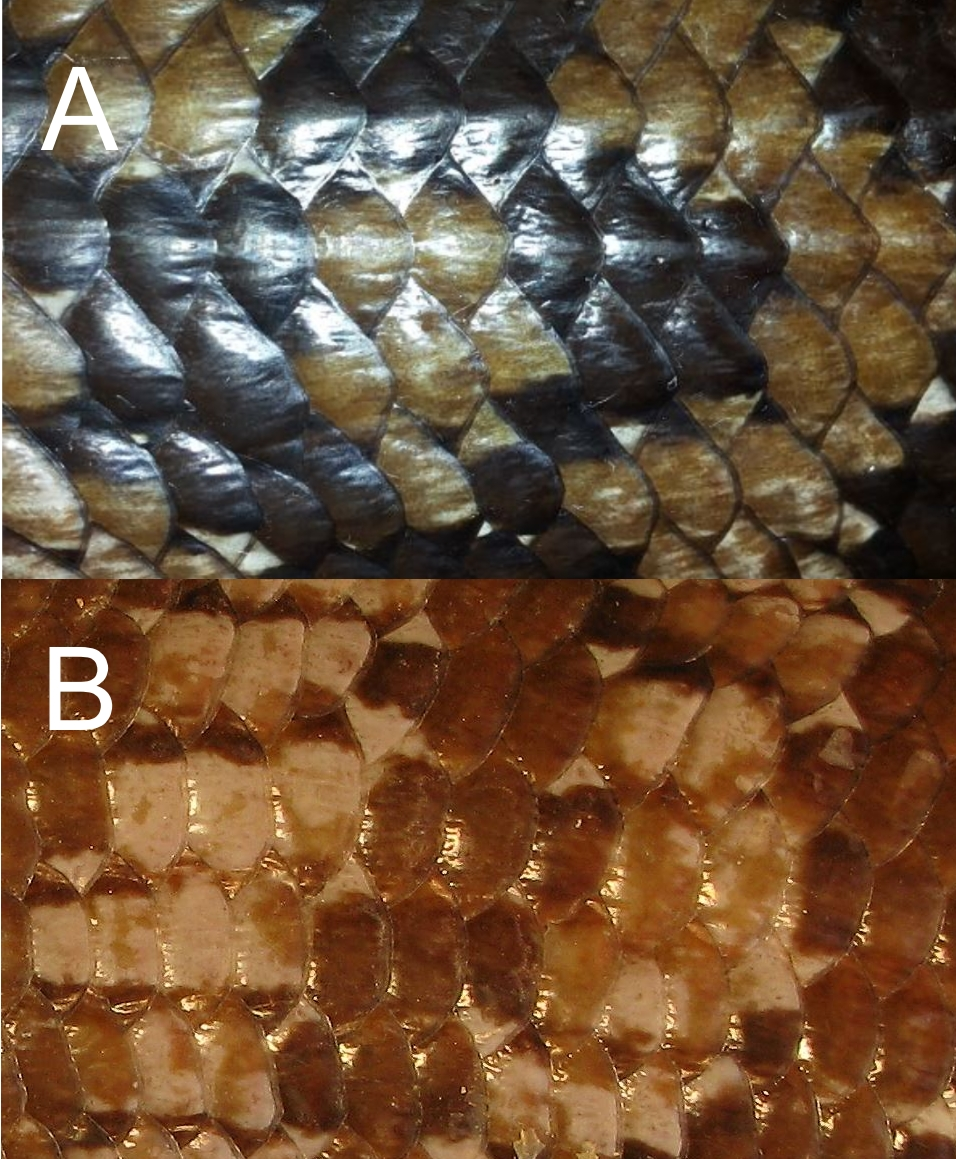
T. scincoides (B) besitzt im Gegensatz zu T. gigas (A) keine gekielten Schuppen

Der Blauzungenskink wird zwischen 45 und 55 cm lang, wobei der Schwanz etwa 20 cm ausmacht. Die Männchen sind i. d. R. nur schwer von den Weibchen zu unterscheiden. Unter anderem ist der Kopf beim Männchen etwas breiter und die Schwanzwurzel leicht verdickt. Die Beine sind, im Verhältnis zum voluminösen Körper, geradezu winzig. Markantestes Merkmal ist die vollkommen blaue Zunge, die zum einen zum Aufspüren der Beute und zum anderen zur Abschreckung von Feinden dient. Sie ist auch wichtiges Unterscheidungsmerkmal zur nah verwandten Art Tiliqua gigas, dem Riesenblauzungenskink, welche eine rosa gefärbte Zunge besitzen, die lediglich eine blaue Spitze aufweist. Ein weiteres Unterscheidungsmerkmal sind die Schuppen, die bei T. scincoides abgerundet, bei T. gigas allerdings gekielt und spitz zulaufend sind. Die sehr glatte, schuppige Haut ist grau bis braun gefärbt und mit mehreren Querbändern versehen.

## Lebensweise

### Verhalten
Blauzungenskinke sind stets bodenbewohnend, können aber auch kleinere Hindernisse überwinden. Innerhalb der Verbreitungsgebiete findet man sie vor allem in Ansammlungen größerer Felsen, in verlassenen Bauten anderer Tiere und in Bereichen mit dicker Laubschicht oder dichtem Grasbewuchs. Allzu humide Bereiche werden aber stets gemieden. Blauzungenskinke bewegen sich zumeist schleppend-kriechend und für Echsen vergleichsweise langsam vorwärts. Aufgrund dieser speziellen Fortbewegungsform, die mit dauerhaftem Bauchkontakt zum Boden einhergeht, wurde sogar die Hypothese formuliert, dass Blauzungenskinke ein lebendes Modell für die Fortbewegung früher Reptilien darstellen könnten.
Treffen Blauzungenskinke auf Feinde zeigen sie ein für die Gattung Tiliqua sehr typisches Abwehrverhalten. Der Körper wird dabei abgeflacht und seitlich aufgestellt, die namensgebende blaue Zunge wird mit weit aufgerissenem Maul präsentiert, während gleichzeitig Zischlaute ausgestoßen werden, um den Angreifer einzuschüchtern. Als letzten Ausweg können die Skinke sich auch durch Bisse verteidigen und trotz ihrer nur kleinen Zähne dem Gegner mit ihren kräftigen Kiefern schmerzhafte Wunden zufügen. Ist doch einmal die Flucht nötig, können die Tiere auch überraschend schnell fliehen. Wenn dabei Bodenbewuchs ihre Flucht behindert, können sie vor allem ihre Hinterbeine an den Körper anlegen und sich schlängelnd fortbewegen. Der Schwanz kann zur Ablenkung des Verfolgers abgeworfen werden.

### Ernährung
Blauzungenskinke sind tagaktive Allesfresser, die sich vor allem von Schnecken und größeren Insekten, aber auch von den Jungtieren einheimischer Nagetiere oder bodenbrütender Vögel ernähren. Über die Bedeutung pflanzlicher Nahrung im natürlichen Lebensraum ist nichts bekannt. Es ist jedoch anzunehmen, dass diese einen wichtigen Teil der Ernährung ausmacht.

### Fortpflanzung und Entwicklung
Die meist solitär lebenden Skinke finden sich zwischen September und November zur Paarung zusammen. Nach drei bis vier Monaten Tragzeit gebärt das Weibchen bis zu 14 lebende Jungtiere, die rund 1/3 der Kopf-Rumpf-Länge der Mutter aufweisen können.

## Verbreitung
Die Heimat des Blauzungenskinks ist Australien, wo er in weiten Landesteilen aller Bundesstaaten verbreitet ist. Er bevorzugt trockenes und schwach bewaldetes Grasland, ist aber auch in Waldgebieten anzutreffen. Dort, wo die natürlichen Lebensräume Städten und Gemeinden weichen mussten, findet man sie heute auch in Parkanlagen und Gärten. Abgesehen vom natürlichen Lebensraum, sind Blauzungenskinke auf der ganzen Welt beliebte Haustiere, da sie, verglichen mit anderen Echsen, auffallend zahm werden.

## Systematik
Tiliqua scincoides, der Gemeine Blauzungenskink, ist nur eine der sieben in Australien und Neuguinea beheimateten Arten aus der Gruppe der Blauzungenskinke. Diese werden innerhalb der Lepidosauria der Familie der Skinke (Squamata: Bifurcata: Unidentata: Scinciformata: Scincidae). zugeordnet, die mit über 1000 Arten die größte Echsenfamilie darstellt. Vertreter dieser Gruppe zeichnen sich durch Osteodermata (Verknöcherungen in den Hautschuppen) aus, welche der Haut große Festigkeit verleihen. Blauzungenskinke werden, wie alle Skinke Australiens, den Lygosominae zugeordnet. Merkmale dieser Gruppe sind ein sekundär entwickelter knöcherner Gaumen am Dach der Mundhöhle, die Verschmelzung von Stirnknochen sowie ventrale Vorsprünge an Stirn und Gaumenknochen. Innerhalb dieser Gruppe ordnet man sie der sogenannten Egernia-Gruppe zu, welche von manchen Autoren als monophyletische Gruppe, von anderen allerdings als paraphyletische Gruppe angesehen wird, was in beiden Fällen molekular begründet wird. Innerhalb dieser Gruppe bilden die Blauzungenskinke eine eigene monophyletische Gruppe mit den beiden anerkannten Gattungen Tiliqua und Cyclodomorphus. Als Apomorphien dieser Gruppe werden neben verschiedenen Merkmalen des Schädels sowohl ein verlängerter Rumpf (bis zu 32 Praesacralwirbel oder mehr) als auch eine Reduktion der Finger- und Zehenknochen (um mindestens 1 Glied: Finger IV; Zehe IV, V) genannt. Die Gattung Tiliqua grenzt sich insbesondere durch die Beschuppung des Kopfes von ihrer Schwestergruppe Cyclodomorphus ab. Außerdem sind die Vertreter der Gattung Tiliqua gegenüber den Arten der Schwestergruppe sehr viel größer und kräftiger gebaut. Von T. scincoides sind drei Unterarten anerkannt, die sich in erster Linie in Beschuppung und Färbung unterscheiden
| Deutscher Name             | Wissenschaftlicher Name                      | Merkmale                                         | Bild                                                       |
| -------------------------- | -------------------------------------------- | ------------------------------------------------ | ---------------------------------------------------------- |
| Östlicher Blauzungenskink  | Tiliqua scincoides scincoides (White, 1790)  | ausgeprägter schwarzer Strich hinter dem Auge    | Östlicher Blauzungenskink (Tiliqua scincoides scincoides)  |
| Nördlicher Blauzungenskink | Tiliqua scincoides intermedia Mitchell, 1955 | große, orangefarbene Flecken an den Körperseiten | Nördlicher Blauzungenskink (Tiliqua scincoides intermedia) |
| Tanimbar Blauzungenskink   | Tiliqua scincoides chimaerea Shea, 2000      | orangegelbe Körperunterseite                     | Tanimbar-Blauzungenskink (Tiliqua scincoides chimaerea)    |